# Sigmund Schott (Politiker)

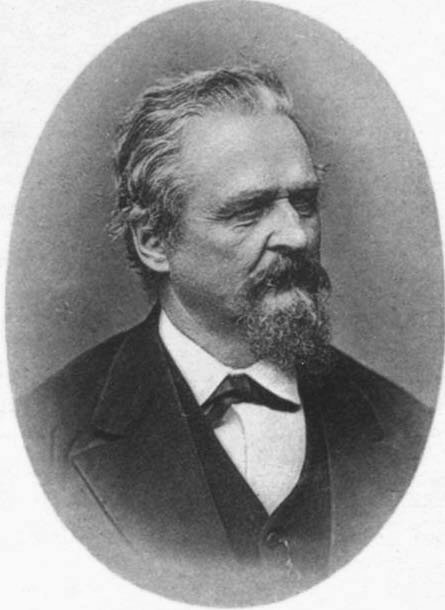
Porträt von Sigmund Schott

Sigmund Hermann Eberhard Schott (* 5. Januar 1818 in Stuttgart; † 4. Juni 1895 ebenda) war Jurist, Schriftsteller und Mitglied des Deutschen Reichstags.

## Leben
Schott besuchte das Eberhard-Ludwigs-Gymnasium in Stuttgart und studierte Rechtswissenschaften an den Universitäten Heidelberg und Tübingen von 1835 bis 1838. Während seines Studiums wurde er 1835 Mitglied der Burschenschaft Giovannia Tübingen und war 1836 Mitstifter des Corps Guestphalia Tübingen. Er war Rechtsanwalt in Stuttgart seit 1840.
1839 veröffentlichte er eine Schrift Max Emanuel, Prinz von Württemberg, und sein Freund Karl XII., König von Schweden. 1840 heiratete er Pauline Knosp, eine Schwester des Stuttgarter Fabrikanten Rudolf Knosp. 1848 wurde er politisch aktiv; nachdem sein Schwager Friedrich Römer dem Stuttgarter Rumpfparlament den Tagungsort entzog, wollte er sich mit diesem duellieren. Er durfte sich nach der Verfassung um kein Landtagsmandat bewerben, solange sein Vater Albert Schott dem Landtag angehörte. 1850 wurde er für Freudenstadt in die Verfassungsberatende Landesversammlung des Königreichs Württemberg gewählt, und ab 1851 bis 1868 wurde er jeweils für den ehemaligen Wahlkreis seines Vaters, das Oberamt Böblingen, in die Zweite Kammer der Württembergischen Landstände gewählt. Von 1868 bis 1870 gehörte er dem Landtag für die Stadt Tübingen an.
Im Landtag engagierte er sich besonders in der Frage des Konkordats mit der katholischen Kirche. Nach dem Krieg 1866 ergriff er Partei gegen die kleindeutsche Lösung unter Ausschluss Österreichs. Er wechselte zur preußenfeindlichen Volkspartei und kandidierte 1868 deshalb für den Wahlkreis Tübingen. Nach dem Krieg gegen Frankreich bewarb er sich nicht mehr um ein Landtagsmandat und ging seinem Beruf nach.
Von 1881 bis 1887 war er Mitglied des Deutschen Reichstags für die Deutsche Volkspartei in dem Wahlkreis Württemberg 1 (Stuttgart Stadt und Amt). Hier engagierte er sich gegen unnötigen Aufwand für das Heer. Ab 1887 widmete er sich ausschließlich der Schriftstellerei. 1905 wurde die Schottstraße in Stuttgart-Nord nach Sigmund Schott und seinem Vater Albert Schott benannt.

## Werke
- Max Emanuel, Prinz von Würtemberg, und sein Freund Karl XII., König von Schweden. Adolph Krabbe, Stuttgart 1839, Digitalisat
- Zur Geschichte der Hierarchie in Schweden. Tübingen 1845, 63–68 (Sonderdruck)
- Gedichte. Stuttgart 1857
- Wo hinaus? Politische Flugschrift. Karl Göpel, Stuttgart 1860, Digitalisat
- Württemberg und der Pabst. Karl Göpel, Stuttgart 1860, Digitalisat
- Sterben und Unsterblichkeit. Studie. Göpel, Stuttgart 1861
- Gedichte. Zweite vermehrte Auflage, Carl Grüninger, Stuttgart 1873
- Neue Gedichte. Deutsche Verlagsanstalt, Stuttgart, Leipzig, Berlin, Wien 1891
- Gedichte und Schriften. 3 Bände, Deutsche Verlagsanstalt, Stuttgart und Leipzig 1898, Digitalisat (Erster Band), Digitalisat (Zweiter Band),  Digitalisat (Dritter Band)

## Verwechslungen
Der Frankfurter Bankmanager Sigmund Schott wird in den Forschungen zu Theodor Fontane, Karl Marx, Wilhelm Raabe und auch im Antiquariatshandel häufig mit dem gleichnamigen Politiker oder dem gleichnamigen Statistiker verwechselt beziehungsweise werden Lebensdaten und Wirkungsstätten vermischt oder vertauscht.